# Iseler
L'Iseler est une montagne culminant à 1 876 m d'altitude dans les Alpes d'Allgäu, en Allemagne.

## Géographie

### Situation
Il se situe à proximité de Hindelang. Il appartient au Kühgundgruppe, dont le sommet le plus haut est le Kühgundkopf (1 907 m) et forme avec lui l'extrêmité nord du Rauhhornzug (de).

### Géologie
L'Iseler appartient à la formation principale des dolomies sur une base comprenant de la marne du Lias[pas clair].

## Activités

### Ascension
Un télésiège mène depuis quelques années près de l'Iseler. À son arrivée se trouvent les chemins suivants :
- d'Oberjoch (1 136 m) vers l'Ochsenalpe et l'Iselerplatzhütte ;
- d'Oberjoch vers le Gundalpe et la Wiedhaghütte ;
- d'Oberjoch vers Wiedhagalpe, Kühgundkopf et Iselergrat ;
- de Bad Oberdorf (de) (882 m) vers Ochsenberg ;
- de Hinterstein (886 m) vers le Zipfelsalpe ;
- de Schattwald (1 072 m) vers Stuibental.

Depuis l'Iseler, un sentier de haute montagne permet d'atteindre successivement le Bschießer (2 000 m), le Ponten (2 045 m) et le Zirleseck (1 872 m). Par la suite, le chemin continue vers le refuge de Willersalpe ou sur le Jubiläumsweg (de). Cela permet d'atteindre aussi le Rohnenspitze (1 990 m) ou le Gaishorn (2 247 m).

### Via ferrata

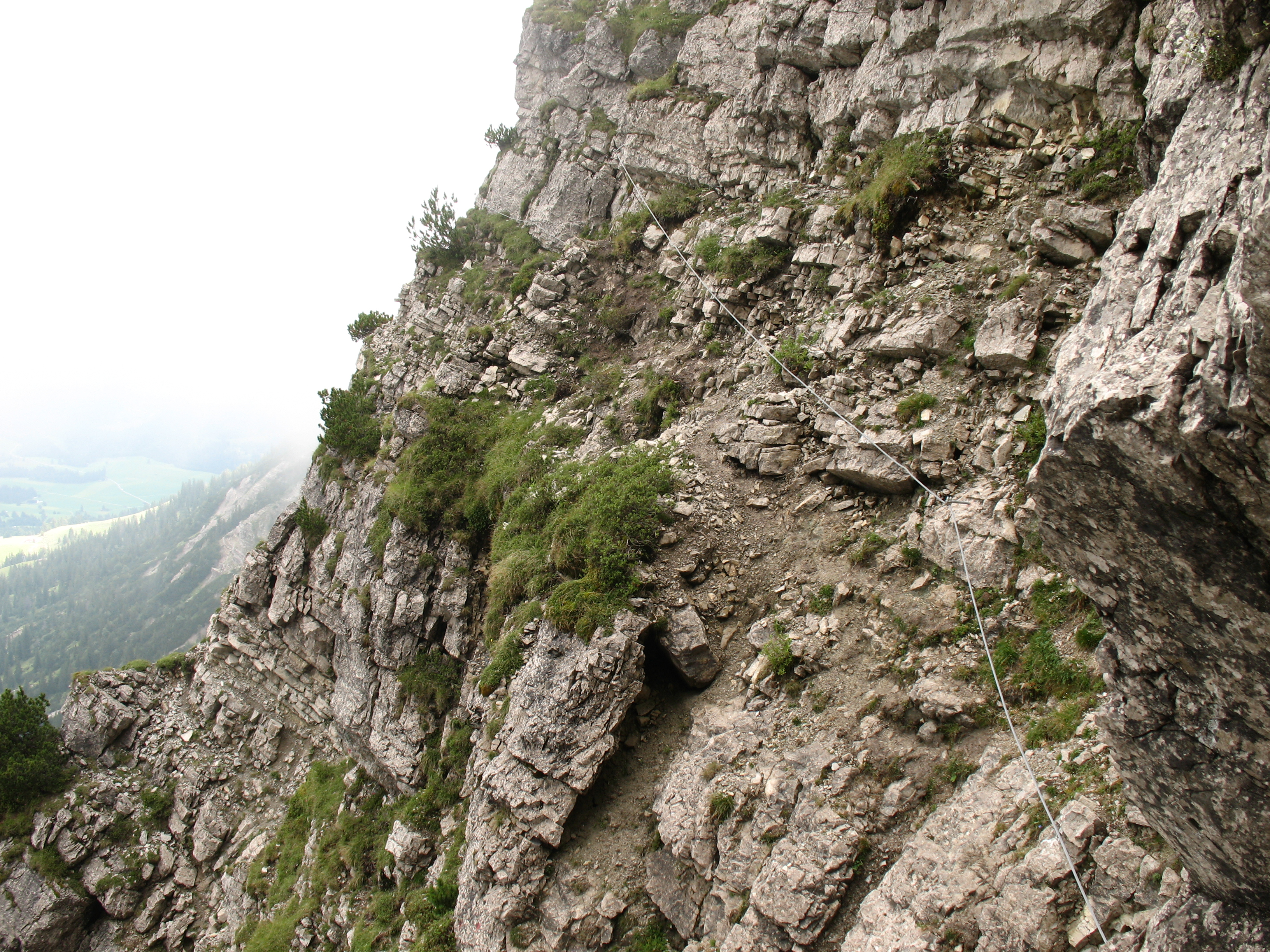
Via ferrata sur l'Iseler

Depuis juillet 2008, une via ferrata construite par la société Salewa (de) (d'où le nom de Via ferrata Salewa qu'on lui donne) mène du sommet de l'Iseler jusqu'au Kühgundkopf. Les première et seconde parties sont d'une difficulté assez facile. Pour des raisons de sécurité, des installations sont retirées entre novembre et juin.